# James Barlow
James Barlow (ur. 5 stycznia 1917, zm. 12 września 2001) – australijski lekkoatleta, oszczepnik.
W 1938 z wynikiem 51,53 zajął 5. miejsce w Igrzyskach Imperium Brytyjskiego. 
Srebrny medalista mistrzostw Australii (1937).